# Шаблон сайту
Шаблон сайту — сукупність оформлених і верстаючих в HTML сторінок, графічних і службових файлів, які можуть використовуватися для створення типового сайту будь-якої спрямованості.
Як правило, шаблони сайтів складаються з графічних файлів дизайну поширених форматів (PNG, JPEG, GIF), поміщених в окрему папку; статичних html-сторінок і файлів таблиці стилів (CSS), а в деяких випадках ще й Flash.
Метою появи шаблонів, цілком може вважатися бажання вебмайстрів спростити процес створення великої кількості типових сайтів. Так одного разу створений шаблон сайту може бути використаний безліч разів. Для цього створюється шаблон з нейтральним дизайном, не належать до певної тематики, в такому випадку дизайн шаблону залишається незмінним, а для різних сайтів замінюють тільки контент сторінок.
Якісні шаблони сайтів розробляються професійними дизайнерами і html-верстальниками. Такі шаблони готуються для використання в html-редакторах і розраховані на початківців вебмайстрів, і можуть послужити зразками для створення сайтів.